# Ronde van de Algarve 2002
De Ronde van de Algarve 2002 (Portugees: Volta ao Algarve 2002) werd gehouden van 9 tot en met 13 februari in het zuiden van Portugal. Het was de 28ste editie van deze rittenkoers. De ronde wordt sinds 1960 georganiseerd. Titelverdediger was de Italiaan Andrea Ferrigato. Van de 142 gestarte renners bereikten 104 de eindstreep in Loulé.

## Klassementsleiders
| Etappe      | Winnaar           | Algemeen          | Punten            | Berg          | Sprint          |
| 1           | Thorsten Wilhelms | Thorsten Wilhelms | Thorsten Wilhelms | Pedro Cardoso | Cândido Barbosa |
| 2           | Alex Zülle        | Alex Zülle        | Alex Zülle        | Pedro Cardoso | Cândido Barbosa |
| 3           | Cândido Barbosa   | Alex Zülle        | Cândido Barbosa   | Pedro Cardoso | Cândido Barbosa |
| 4           | Cândido Barbosa   | Cândido Barbosa   | Cândido Barbosa   | Pedro Cardoso | Cândido Barbosa |
| 5           | Jan Hruška        | Cândido Barbosa   | Cândido Barbosa   | Pedro Cardoso | Cândido Barbosa |
| Eindstanden | Eindstanden       | Cândido Barbosa   | Cândido Barbosa   | Pedro Cardoso | Cândido Barbosa |

## Etappe-uitslagen

### 1e etappe
| Tavira – Tavira (173,4 km) |                    |                    |          |
| Plaats                     | Naam               | Ploeg              | Tijd     |
| Winnaar                    | Thorsten Wilhelms  | Team Coast         | 4u18'05" |
| 2                          | Luciano Pagliarini | Lampre-Daikin      | z.t.     |
| 3                          | Isaac Gálvez       | Kelme-Costa Blanca | z.t.     |

### 2e etappe
| Castro Marim – Faro (173,1 km) |                  |                   |          |
| Plaats                         | Naam             | Ploeg             | Tijd     |
| Winnaar                        | Alex Zülle       | Team Coast        | 4u32'12" |
| 2                              | Samuel Sánchez   | Euskaltel-Euskadi | +00' 22" |
| 3                              | Rui Miguel Sousa | Milaneza-MSS      | z.t.     |

### 3e etappe
| Loulé – Albufeira (171,2 km) |                 |                    |          |
| Plaats                       | Naam            | Ploeg              | Tijd     |
| Winnaar                      | Cândido Barbosa | LA-Pecol           | 3u41'10" |
| 2                            | Ruben Galvan    | ASC-Vila do Conde  | z.t.     |
| 3                            | Ángel Vicioso   | Kelme-Costa Blanca | z.t.     |

### 4e etappe
| Albufeira – Portimão (173,5 km) |                 |                    |          |
| Plaats                          | Naam            | Ploeg              | Tijd     |
| Winnaar                         | Cândido Barbosa | LA-Pecol           | 3u58'27" |
| 2                               | Isaac Gálvez    | Kelme-Costa Blanca | z.t.     |
| 3                               | Ángel Edo       | Milaneza-MSS       | z.t.     |

### 5e etappe
| Portimão – Loulé (166,8 km) |                    |               |          |
| Plaats                      | Naam               | Ploeg         | Tijd     |
| Winnaar                     | Jan Hruška         | ONCE-Eroski   | 4u06'48" |
| 2                           | Rubens Bertogliati | Lampre-Daikin | z.t.     |
| 3                           | Fabian Jeker       | Milaneza-MSS  | z.t.     |

## Eindklassementen
| Plaats    | Naam               | Ploeg              | Tijd      |
| --------- | ------------------ | ------------------ | --------- |
| Gele trui | Cândido Barbosa    | LA-Pecol           | 20u37'08" |
| 2         | Alex Zülle         | Team Coast         | + 00' 06" |
| 3         | George Hincapie    | US Postal Service  | + 00' 13" |
| 4         | Samuel Sánchez     | Euskaltel-Euskadi  | + 00' 29" |
| 5         | Rui Miguel Sousa   | Milaneza-MSS       | + 00' 31" |
| 6         | Fabian Jeker       | Milaneza-MSS       | + 00' 39" |
| 7         | Xavier Jan         | BigMat-Auber '93   | + 00' 40" |
| 8         | David Navas        | iBanesto.com       | + 00' 53" |
| 9         | Leandro Navarrette | Kelme-Costa Blanca | + 01' 39" |
| 10        | Adolfo García      | iBanesto.com       | + 01' 55" |
|           |                    |                    |           |
| 59        | Tom Boonen         | US Postal Service  | + 21' 54" |

| Plaats      | Naam            | Ploeg              | Punten |
| ----------- | --------------- | ------------------ | ------ |
| Groene trui | Cândido Barbosa | LA-Pecol           | 75     |
| 2           | Isaac Gálvez    | Kelme-Costa Blanca | 36     |
| 3           | George Hincapie | US Postal Service  | 36     |

| Plaats    | Naam                 | Ploeg        | Punten |
| --------- | -------------------- | ------------ | ------ |
| Rode trui | Pedro Cardoso        | Milaneza-MSS | 27     |
| 2         | Victoriano Fernández | Milaneza-MSS | 10     |
| 3         | Alex Zülle           | Team Coast   | 9      |

| Plaats     | Naam            | Ploeg             | Punten |
| ---------- | --------------- | ----------------- | ------ |
| Witte trui | Cândido Barbosa | LA-Pecol          | 18     |
| 2          | David Clinger   | US Postal Service | 7      |
| 3          | David Navas     | iBanesto.com      | 5      |

| Plaats | Ploeg             | Tijd      |
| ------ | ----------------- | --------- |
|        | Milaneza-MSS      | 62u38'29" |
| 2      | iBanesto.com      | +04' 33"  |
| 3      | Euskaltel-Euskadi | +12' 32"  |

1960 · 1961 · 1962-1976 · 1977 · 1978 · 1979 · 1980 · 1981 · 1982 · 1983 · 1984 · 1985 · 1986 · 1987 · 1988 · 1989 · 1990 · 1991 · 1992 · 1993 · 1994 · 1995 · 1996 · 1997 · 1998 · 1999 · 2000 · 2001 · 2002 · 2003 · 2004 · 2005 · 2006 · 2007 · 2008 · 2009 · 2010 · 2011 · 2012 · 2013 · 2014 · 2015 · 2016 · 2017 · 2018 · 2019 · 2020 · 2021 · 2022 · 2023 · 2024 · 2025